# Collegio elettorale di L'Aquila-Sulmona
Il collegio di L'Aquila-Sulmona fu un collegio elettorale uninominale della Repubblica Italiana appartenente alla Circoscrizione Abruzzo (tra il 1953 e il 1968 alla Circoscrizione Abruzzi e Molise); fu utilizzato per eleggere un numero variabile di senatori della Repubblica (tra zero e due) dalla I alla XI legislatura.

## Storia
Il collegio venne creato nel 1948 secondo la legge n. 29 del 6 febbraio 1948 la quale, pur basandosi sull'impianto proporzionale in vigore per la Camera dei deputati, rispetto a quest'ultima conteneva alcuni piccoli correttivi in senso maggioritario. Tale legge ebbe il suo definitivo perfezionamento col Testo Unico n°361 del 1957. Differentemente dalla Camera, la legge elettorale del Senato si articolava su base regionale, seguendo il dettato costituzionale (art.57). Ogni Regione era suddivisa in tanti collegi uninominali quanti erano i seggi a essa assegnati. All'interno di ciascun collegio, veniva eletto il candidato che avesse raggiunto il quorum del 65% delle preferenze: tale soglia, oggettivamente di difficilissimo conseguimento, tradiva l'impianto proporzionale su cui era concepito anche il sistema elettorale della Camera Alta. Qualora, come normalmente avveniva, nessun candidato avesse conseguito l'elezione, i voti di tutti i candidati venivano raggruppati in liste di partito a livello regionale, dove i seggi venivano allocati utilizzando il metodo D'Hondt delle maggiori medie statistiche e quindi, all'interno di ciascuna lista, venivano dichiarati eletti i candidati con le migliori percentuali di preferenza.
Il collegio fece parte della Circoscrizione Abruzzo, ma tra il 1953 e il 1968, per tre elezioni politiche successive, il collegio fu parte della Circoscrizione Abruzzi e Molise, creata a causa dell'esistenza della regione Abruzzi e Molise fino al 1968.
Nel 1993, con la cosiddetta Legge Mattarella (Legge n. 276, Norme per l'elezione del Senato della Repubblica), attuata in seguito al referendum abrogativo del 1993, venne istituito per la Camera e per il Senato un sistema di elezione misto, in parte maggioritario e in parte proporzionale. Il 75% dei parlamentari dell'assemblea veniva eletto in collegi uninominali tramite sistema maggioritario a turno unico; il restante 25% al Senato veniva eletto tramite recupero proporzionale dei più votati non eletti attraverso un meccanismo di calcolo denominato "scorporo", cioè sottraendo dal conteggio dei voti totali di una lista nella parte proporzionale i voti ottenuti dai candidati collegati alla medesima lista che erano eletti nei collegi uninominali con il sistema maggioritario.
Il collegio di L'Aquila-Sulmona venne quindi abolito nel 1993; in parte andò a formare, insieme al collegio di Avezzano, il collegio elettorale dell'Aquila e in parte fu unito al collegio di Chieti.

## Territorio
Il collegio di L'Aquila-Sulmona era uno dei 6 collegi uninominali in cui era suddiviso l'Abruzzo (8 considerando la regione Abruzzi e Molise, esistita fino al 1968); comprendeva i seguenti comuni, la maggior parte facenti parte della provincia dell'Aquila: Acciano, Barete, Barisciano, Bugnara, Bussi sul Tirino (PE), Cagnano Amiterno, Calascio, Campo di Giove, Campotosto, Cansano, Capestrano, Capitignano, Caporciano, Carapelle Calvisio, Castel del Monte, Castelvecchio Calvisio, Collepietro, Corfinio, Cortino (TE), Crognaleto (TE), Fagnano Alto, Fano Adriano (TE), Fontecchio, Fossa, Introdacqua, L'Aquila, Lucoli, Molina Aterno, Montereale, Navelli, Ocre, Ofena, Pacentro, Pettorano sul Gizio, Pietracamela (TE), Pizzoli, Poggio Picenze, Popoli (PE), Prata d'Ansidonia, Pratola Peligna, Prezza, Raiano, Rocca Pia, Rocca Santa Maria (TE), Roccacasale, San Benedetto in Perillis, San Demetrio ne' Vestini, San Pio delle Camere, Sant'Eusanio Forconese, Santo Stefano di Sessanio, Scoppito, Sulmona, Tione degli Abruzzi, Tornimparte, Villa Santa Lucia degli Abruzzi, Villa Sant'Angelo, Vittorito.

## Dati elettorali

### I legislatura
| Partito                            | Partito | Candidato                          | Risultati 18 aprile 1948 | Risultati 18 aprile 1948 |
| Partito                            | Partito | Candidato                          | Voti                     | %                        |
| ---------------------------------- | --- | ---------------------------------- | ------------------------ | ------------------------ |
|                                    | Democrazia Cristiana | Vincenzo Speranza                  | 49 142                   | 50,77                    |
|                                    | Fronte Democratico Popolare | Pietro Ventura                     | 31 039                   | 32,06                    |
|                                    | Unità Socialista | Pietro Giulisni                    | 10 503                   | 10,85                    |
|                                    | Blocco Nazionale | Luigi Vacca                        | 6 117                    | 6,32                     |
|                                    | |                                    |                          |                          |
| Iscritti                           | Iscritti | Iscritti                           | 115 409                  | 100,00                   |
| ↳ Votanti (% su iscritti)          | ↳ Votanti (% su iscritti) | ↳ Votanti (% su iscritti)          | 102 584                  | 88,89                    |
| ↳ Voti validi (% su votanti)       | ↳ Voti validi (% su votanti) | ↳ Voti validi (% su votanti)       | 96 801                   | 94,36                    |
| ↳ Schede non valide (% su votanti) | ↳ Schede non valide (% su votanti) | ↳ Schede non valide (% su votanti) | 5 783                    | 5,64                     |
| ↳ Astenuti (% su iscritti)         | ↳ Astenuti (% su iscritti) | ↳ Astenuti (% su iscritti)         | 12 825                   | 11,11                    |
|                                    | |                                    |                          |                          |
|                                    | Quorum del 65% non raggiunto. Seggio assegnato con sistema proporzionale a livello regionale; nessun candidato di questo collegio eletto. |                                    |                          |                          |

### II legislatura
| Partito                            | Partito | Candidato                          | Risultati 7 giugno 1953 | Risultati 7 giugno 1953 |
| Partito                            | Partito | Candidato                          | Voti                    | %                       |
| ---------------------------------- | --- | ---------------------------------- | ----------------------- | ----------------------- |
|                                    | Democrazia Cristiana | Vincenzo Speranza                  | 39 528                  | 42,47                   |
|                                    | Tre spighe - Pace Libertà Lavoro | Antonio Borrelli                   | 26 709                  | 28,70                   |
|                                    | Movimento Sociale Italiano | Vincenzo Di Nanna                  | 12 727                  | 13,68                   |
|                                    | Partito Nazionale Monarchico | Siro Persichelli                   | 4 331                   | 4,65                    |
|                                    | Partito Socialista Democratico Italiano                                                                                                   | Italo D'Eramo                      | 4 172                   | 4,48                    |
|                                    | Partito Liberale Italiano | Rainaldo Sanita                    | 3 771                   | 4,05                    |
|                                    | UNSIPO (Unione Nazionale Socialisti Indipendenti Progressisti Occidentali)                                                                | Attilio D'Amico                    | 1 826                   | 1,96                    |
|                                    | |                                    |                         |                         |
| Iscritti                           | Iscritti | Iscritti                           | 115 375                 | 100,00                  |
| ↳ Votanti (% su iscritti)          | ↳ Votanti (% su iscritti) | ↳ Votanti (% su iscritti)          | 100 588                 | 87,18                   |
| ↳ Voti validi (% su votanti)       | ↳ Voti validi (% su votanti) | ↳ Voti validi (% su votanti)       | 93 064                  | 92,52                   |
| ↳ Schede non valide (% su votanti) | ↳ Schede non valide (% su votanti) | ↳ Schede non valide (% su votanti) | 7 524                   | 7,48                    |
| ↳ Astenuti (% su iscritti)         | ↳ Astenuti (% su iscritti) | ↳ Astenuti (% su iscritti)         | 14 787                  | 12,82                   |
|                                    | |                                    |                         |                         |
|                                    | Quorum del 65% non raggiunto. Seggio assegnato con sistema proporzionale a livello regionale; nessun candidato di questo collegio eletto. |                                    |                         |                         |

### III legislatura
| Partito                            | Partito | Candidato                          | Risultati 25 maggio 1958 | Risultati 25 maggio 1958 |
| Partito                            | Partito | Candidato                          | Voti                     | %                        |
| ---------------------------------- | --- | ---------------------------------- | ------------------------ | ------------------------ |
|                                    | Democrazia Cristiana | Ercole Tirone                      | 36 650                   | 38,09                    |
|                                    | Partito Comunista Italiano | Antonio Borrelli                   | 20 930                   | 21,75                    |
|                                    | Partito Monarchico Popolare | Vincenzo Rivera                    | 15 644                   | 16,26                    |
|                                    | Partito Socialista Italiano | Pietro Giuliani                    | 9 840                    | 10,23                    |
|                                    | Movimento Sociale Italiano | Orazio Giuliani                    | 6 374                    | 6,62                     |
|                                    | Partito Nazionale Monarchico | Alessandro Sardi                   | 3 290                    | 3,42                     |
|                                    | Partito Socialista Democratico Italiano                                                                                                  | Francesco Giovanni Di Cola         | 1 826                    | 1,90                     |
|                                    | Partito Liberale Italiano | Giuseppe Mori                      | 868                      | 0,90                     |
|                                    | Partito Repubblicano Italiano-Partito Radicale                                                                                           | Vincenzo Giuliani                  | 796                      | 0,83                     |
|                                    | |                                    |                          |                          |
| Iscritti                           | Iscritti | Iscritti                           | 119 672                  | 100,00                   |
| ↳ Votanti (% su iscritti)          | ↳ Votanti (% su iscritti) | ↳ Votanti (% su iscritti)          | 102 089                  | 85,31                    |
| ↳ Voti validi (% su votanti)       | ↳ Voti validi (% su votanti) | ↳ Voti validi (% su votanti)       | 96 218                   | 94,25                    |
| ↳ Schede non valide (% su votanti) | ↳ Schede non valide (% su votanti) | ↳ Schede non valide (% su votanti) | 5 871                    | 5,75                     |
| ↳ Astenuti (% su iscritti)         | ↳ Astenuti (% su iscritti) | ↳ Astenuti (% su iscritti)         | 17 583                   | 14,69                    |
|                                    | |                                    |                          |                          |
|                                    | Quorum del 65% non raggiunto Seggio assegnato con sistema proporzionale a livello regionale; nessun candidato di questo collegio eletto. |                                    |                          |                          |

### IV legislatura
| Partito                            | Partito | Candidato                          | Risultati 28 aprile 1963 | Risultati 28 aprile 1963 |
| Partito                            | Partito | Candidato                          | Voti                     | %                        |
| ---------------------------------- | --- | ---------------------------------- | ------------------------ | ------------------------ |
|                                    | Democrazia Cristiana | Achille Accili                     | 37 547                   | 40,91                    |
|                                    | Partito Comunista Italiano | Eude Cicerone                      | 20 379                   | 22,21                    |
|                                    | Partito Socialista Italiano | Ubaldo Lopardi                     | 11 259                   | 12,27                    |
|                                    | Movimento Sociale Italiano | Alessandro Sardi                   | 9 016                    | 9,82                     |
|                                    | Partito Democratico Italiano di Unità Monarchica                                                                                         | Vincenzo Rivera                    | 7 474                    | 8,14                     |
|                                    | Partito Socialista Democratico Italiano                                                                                                  | A. Alloggia                        | 3 466                    | 3,78                     |
|                                    | Partito Liberale Italiano | Domenico Ludovico                  | 2 279                    | 2,48                     |
|                                    | Partito Repubblicano Italiano | Vincenzo Giuliani                  | 350                      | 0,38                     |
|                                    | |                                    |                          |                          |
| Iscritti                           | Iscritti | Iscritti                           | 113 699                  | 100,00                   |
| ↳ Votanti (% su iscritti)          | ↳ Votanti (% su iscritti) | ↳ Votanti (% su iscritti)          | 96 732                   | 85,08                    |
| ↳ Voti validi (% su votanti)       | ↳ Voti validi (% su votanti) | ↳ Voti validi (% su votanti)       | 91 770                   | 94,87                    |
| ↳ Schede non valide (% su votanti) | ↳ Schede non valide (% su votanti) | ↳ Schede non valide (% su votanti) | 4 962                    | 5,13                     |
| ↳ Astenuti (% su iscritti)         | ↳ Astenuti (% su iscritti) | ↳ Astenuti (% su iscritti)         | 16 967                   | 14,92                    |
|                                    | |                                    |                          |                          |
|                                    | Quorum del 65% non raggiunto Seggio assegnato con sistema proporzionale a livello regionale; nessun candidato di questo collegio eletto. |                                    |                          |                          |

### V legislatura
| Partito                                                                                      | Partito                                                                           | Candidato                          | Risultati 19 maggio 1968 | Risultati 19 maggio 1968 |
| Partito                                                                                      | Partito                                                                           | Candidato                          | Voti                     | %                        |
| -------------------------------------------------------------------------------------------- | --------------------------------------------------------------------------------- | ---------------------------------- | ------------------------ | ------------------------ |
|                                                                                              | Democrazia Cristiana                                                              | Achille Accili                     | 42 351                   | 45,28                    |
|                                                                                              | PSI-PSDI Unificati                                                                | Michele Celidonio                  | 13 797                   | 14,75                    |
|                                                                                              | Partito Comunista Italiano-Partito Socialista Italiano di Unità Proletaria (1964) | Vittorio Giorgi                    | 21 867                   | 23,38                    |
|                                                                                              | Movimento Sociale Italiano-Partito Democratico Italiano di Unità Monarchica       | Feliciano Ferri                    | 8 505                    | 9,09                     |
|                                                                                              | Partito Liberale Italiano                                                         | Domenico Ludovico                  | 1 451                    | 1,55                     |
|                                                                                              | Partito Repubblicano Italiano                                                     | I. V. Tironi                       | 569                      | 0,61                     |
|                                                                                              |                                                                                   |                                    |                          |                          |
| Iscritti                                                                                     | Iscritti                                                                          | Iscritti                           | 110 530                  | 100,00                   |
| ↳ Votanti (% su iscritti)                                                                    | ↳ Votanti (% su iscritti)                                                         | ↳ Votanti (% su iscritti)          | 93 541                   | 84,63                    |
| ↳ Schede valide (% su votanti)                                                               | ↳ Schede valide (% su votanti)                                                    | ↳ Schede valide (% su votanti)     | 88 540                   | 94,65                    |
| ↳ Schede non valide (% su votanti)                                                           | ↳ Schede non valide (% su votanti)                                                | ↳ Schede non valide (% su votanti) | 5 001                    | 5,35                     |
| ↳ Astenuti (% su iscritti)                                                                   | ↳ Astenuti (% su iscritti)                                                        | ↳ Astenuti (% su iscritti)         | 16 989                   | 15,37                    |
|                                                                                              |                                                                                   |                                    |                          |                          |
| Quorum del 65% non raggiunto. Seggi assegnati con sistema proporzionale a livello regionale. |                                                                                   |                                    |                          |                          |

### VI legislatura
| Partito                                                                                      | Partito                                                                           | Candidato                          | Risultati 7 maggio 1972 | Risultati 7 maggio 1972 |
| Partito                                                                                      | Partito                                                                           | Candidato                          | Voti                    | %                       |
| -------------------------------------------------------------------------------------------- | --------------------------------------------------------------------------------- | ---------------------------------- | ----------------------- | ----------------------- |
|                                                                                              | Democrazia Cristiana                                                              | Achille Accili                     | 42 884                  | 45,50                   |
|                                                                                              | Partito Comunista Italiano-Partito Socialista Italiano di Unità Proletaria (1964) | Vincenzo Volpe                     | 21 429                  | 22,74                   |
|                                                                                              | Partito Socialista Italiano                                                       | Vincenzo Arista                    | 9 507                   | 10,09                   |
|                                                                                              | Movimento Sociale Italiano - Destra Nazionale                                     | R. Cappella                        | 7 681                   | 8,15                    |
|                                                                                              | Partito Socialista Democratico Italiano                                           | Pietro Valente                     | 4 018                   | 4,26                    |
|                                                                                              | Partito Liberale Italiano                                                         | Feliciano Ferri                    | 3 556                   | 3,77                    |
|                                                                                              | Partito Repubblicano Italiano                                                     | B. Liberatore                      | 569                     | 0,60                    |
|                                                                                              |                                                                                   |                                    |                         |                         |
| Iscritti                                                                                     | Iscritti                                                                          | Iscritti                           | 111 270                 | 100,00                  |
| ↳ Votanti (% su iscritti)                                                                    | ↳ Votanti (% su iscritti)                                                         | ↳ Votanti (% su iscritti)          | 94 246                  | 84,70                   |
| ↳ Schede valide (% su votanti)                                                               | ↳ Schede valide (% su votanti)                                                    | ↳ Schede valide (% su votanti)     | 89 992                  | 95,49                   |
| ↳ Schede non valide (% su votanti)                                                           | ↳ Schede non valide (% su votanti)                                                | ↳ Schede non valide (% su votanti) | 4 254                   | 4,51                    |
| ↳ Astenuti (% su iscritti)                                                                   | ↳ Astenuti (% su iscritti)                                                        | ↳ Astenuti (% su iscritti)         | 17 024                  | 15,30                   |
|                                                                                              |                                                                                   |                                    |                         |                         |
| Quorum del 65% non raggiunto Seggio assegnato con sistema proporzionale a livello regionale. |                                                                                   |                                    |                         |                         |

### VII legislatura
| Partito                                                                                      | Partito                                       | Candidato                          | Risultati 20 giugno 1976 | Risultati 20 giugno 1976 |
| Partito                                                                                      | Partito                                       | Candidato                          | Voti                     | %                        |
| -------------------------------------------------------------------------------------------- | --------------------------------------------- | ---------------------------------- | ------------------------ | ------------------------ |
|                                                                                              | Democrazia Cristiana                          | Achille Accili                     | 41 508                   | 42,68                    |
|                                                                                              | Partito Comunista Italiano                    | Bernardino Alvaro Jovannitti       | 29 407                   | 30,24                    |
|                                                                                              | Partito Socialista Italiano                   | Mario Soccorsi                     | 8 466                    | 8,71                     |
|                                                                                              | Movimento Sociale Italiano - Destra Nazionale | Carmine Centi                      | 7 684                    | 7,90                     |
|                                                                                              | Partito Socialista Democratico Italiano       | Giovanni Presutti                  | 3 542                    | 3,64                     |
|                                                                                              | Partito Repubblicano Italiano                 | Roberto Simari                     | 1 418                    | 1,46                     |
|                                                                                              | Partito Liberale Italiano                     | Carlo Giammarco                    | 709                      | 0,73                     |
|                                                                                              | Partito Radicale                              | Maria Leonia Taranta               | 570                      | 0,59                     |
|                                                                                              | Gruppo Margherita                             | Adolfo Iucci                       | 201                      | 0,21                     |
|                                                                                              |                                               |                                    |                          |                          |
| Iscritti                                                                                     | Iscritti                                      | Iscritti                           | 109 762                  | 100,00                   |
| ↳ Votanti (% su iscritti)                                                                    | ↳ Votanti (% su iscritti)                     | ↳ Votanti (% su iscritti)          | 97 252                   | 88,60                    |
| ↳ Schede valide (% su votanti)                                                               | ↳ Schede valide (% su votanti)                | ↳ Schede valide (% su votanti)     | 93 505                   | 96,15                    |
| ↳ Schede non valide (% su votanti)                                                           | ↳ Schede non valide (% su votanti)            | ↳ Schede non valide (% su votanti) | 3 747                    | 3,85                     |
| ↳ Astenuti (% su iscritti)                                                                   | ↳ Astenuti (% su iscritti)                    | ↳ Astenuti (% su iscritti)         | 12 510                   | 11,40                    |
|                                                                                              |                                               |                                    |                          |                          |
| Quorum del 65% non raggiunto Seggio assegnato con sistema proporzionale a livello regionale. |                                               |                                    |                          |                          |

### VIII legislatura
| Partito                                                                                      | Partito                                       | Candidato                          | Risultati 3 giugno 1979 | Risultati 3 giugno 1979 |
| Partito                                                                                      | Partito                                       | Candidato                          | Voti                    | %                       |
| -------------------------------------------------------------------------------------------- | --------------------------------------------- | ---------------------------------- | ----------------------- | ----------------------- |
|                                                                                              | Democrazia Cristiana                          | Achille Accili                     | 42 747                  | 42,93                   |
|                                                                                              | Partito Comunista Italiano                    | Bernardino Alvaro Jovannitti       | 26 678                  | 26,79                   |
|                                                                                              | Partito Socialista Italiano                   | P. Dell'Anno                       | 9 062                   | 9,10                    |
|                                                                                              | Movimento Sociale Italiano - Destra Nazionale | Carmine Centi                      | 6 427                   | 6,45                    |
|                                                                                              | Partito Socialista Democratico Italiano       | C. De Sanctis                      | 2 442                   | 2,45                    |
|                                                                                              | Partito Repubblicano Italiano                 | Michele Celidonio                  | 2 205                   | 2,21                    |
|                                                                                              | Partito Radicale                              | L. Del Gatto                       | 1 711                   | 1,72                    |
|                                                                                              | Partito Liberale Italiano                     | Carlo Giammarco                    | 862                     | 0,87                    |
|                                                                                              | Democrazia Nazionale - Costituente di Destra  | Feliciano Ferri                    | 624                     | 0,63                    |
|                                                                                              | Fiore Margherita                              | A. Tucceri                         | 150                     | 0,15                    |
|                                                                                              |                                               |                                    |                         |                         |
| Iscritti                                                                                     | Iscritti                                      | Iscritti                           | 131 499                 | 100,00                  |
| ↳ Votanti (% su iscritti)                                                                    | ↳ Votanti (% su iscritti)                     | ↳ Votanti (% su iscritti)          | 99 572                  | 75,72                   |
| ↳ Schede valide (% su votanti)                                                               | ↳ Schede valide (% su votanti)                | ↳ Schede valide (% su votanti)     | 92 908                  | 93,31                   |
| ↳ Schede non valide (% su votanti)                                                           | ↳ Schede non valide (% su votanti)            | ↳ Schede non valide (% su votanti) | 6 664                   | 6,69                    |
| ↳ Astenuti (% su iscritti)                                                                   | ↳ Astenuti (% su iscritti)                    | ↳ Astenuti (% su iscritti)         | 31 927                  | 24,28                   |
|                                                                                              |                                               |                                    |                         |                         |
| Quorum del 65% non raggiunto Seggio assegnato con sistema proporzionale a livello regionale. |                                               |                                    |                         |                         |

### IX legislatura
| Partito                                                                                     | Partito                                                 | Candidato                          | Risultati 26 giugno 1983 | Risultati 26 giugno 1983 |
| Partito                                                                                     | Partito                                                 | Candidato                          | Voti                     | %                        |
| ------------------------------------------------------------------------------------------- | ------------------------------------------------------- | ---------------------------------- | ------------------------ | ------------------------ |
|                                                                                             | Democrazia Cristiana                                    | Achille Accili                     | 37 440                   | 37,65                    |
|                                                                                             | Partito Socialista Italiano                             | Elena Marinucci                    | 13 583                   | 13,66                    |
|                                                                                             | Partito Comunista Italiano                              | Ivo Iorio                          | 24 806                   | 24,95                    |
|                                                                                             | Movimento Sociale Italiano - Destra Nazionale           | Mario Gilaresi                     | 6 967                    | 7,01                     |
|                                                                                             | Partito Socialista Democratico Italiano                 | Salvatore Di Paolo                 | 2 866                    | 2,88                     |
|                                                                                             | Partito Liberale Italiano-Partito Repubblicano Italiano | Carlo Giammarco                    | 2 420                    | 2,43                     |
|                                                                                             | Partito Nazionale Pensionati                            | Ercole Pizzoferrato                | 2 218                    | 2,23                     |
|                                                                                             | Partito Radicale                                        | Giovanni Frassanito                | 1 197                    | 1,20                     |
|                                                                                             | Lista TS-PPPIU                                          | Americo Zingaretti                 | 158                      | 0,16                     |
|                                                                                             |                                                         |                                    |                          |                          |
| Iscritti                                                                                    | Iscritti                                                | Iscritti                           | 133 512                  | 100,00                   |
| ↳ Votanti (% su iscritti)                                                                   | ↳ Votanti (% su iscritti)                               | ↳ Votanti (% su iscritti)          | 99 430                   | 74,47                    |
| ↳ Schede valide (% su votanti)                                                              | ↳ Schede valide (% su votanti)                          | ↳ Schede valide (% su votanti)     | 91 655                   | 92,18                    |
| ↳ Schede non valide (% su votanti)                                                          | ↳ Schede non valide (% su votanti)                      | ↳ Schede non valide (% su votanti) | 7 775                    | 7,82                     |
| ↳ Astenuti (% su iscritti)                                                                  | ↳ Astenuti (% su iscritti)                              | ↳ Astenuti (% su iscritti)         | 34 082                   | 25,53                    |
|                                                                                             |                                                         |                                    |                          |                          |
| Quorum del 65% non raggiunto Seggi assegnati con sistema proporzionale a livello regionale. |                                                         |                                    |                          |                          |

### X legislatura
| Partito                                                                                      | Partito                                       | Candidato                          | Risultati 14 giugno 1987 | Risultati 14 giugno 1987 |
| Partito                                                                                      | Partito                                       | Candidato                          | Voti                     | %                        |
| -------------------------------------------------------------------------------------------- | --------------------------------------------- | ---------------------------------- | ------------------------ | ------------------------ |
|                                                                                              | Partito Socialista Italiano                   | Elena Marinucci                    | 17 978                   | 17,83                    |
|                                                                                              | Democrazia Cristiana                          | Achille Accili                     | 36 556                   | 36,26                    |
|                                                                                              | Partito Comunista Italiano                    | Alessandro Clementi                | 24 691                   | 24,49                    |
|                                                                                              | Movimento Sociale Italiano - Destra Nazionale | Cosimo Dragonetti de Torres        | 6 462                    | 6,41                     |
|                                                                                              | Partito Socialista Democratico Italiano       | S. Capulli                         | 1 950                    | 1,93                     |
|                                                                                              | Partito Radicale                              | P. Di Paolo                        | 1 838                    | 1,82                     |
|                                                                                              | Partito Repubblicano Italiano                 | R. Viscione                        | 1 237                    | 1,23                     |
|                                                                                              | Lista Verde                                   | G. Locasciulli                     | 1 192                    | 1,18                     |
|                                                                                              | Partito Liberale Italiano                     | S. Pappalepore                     | 952                      | 0,94                     |
|                                                                                              | Democrazia Proletaria                         | F. M. Carducci                     | 887                      | 0,88                     |
|                                                                                              | Liga Veneta-Pensionati Uniti                  | Ercole Pizzoferrato                | 606                      | 0,60                     |
|                                                                                              | Alleanza Popolare Pensionati                  | M. Giusti                          | 74                       | 0,07                     |
|                                                                                              |                                               |                                    |                          |                          |
| Iscritti                                                                                     | Iscritti                                      | Iscritti                           | 135 766                  | 100,00                   |
| ↳ Votanti (% su iscritti)                                                                    | ↳ Votanti (% su iscritti)                     | ↳ Votanti (% su iscritti)          | 100 814                  | 74,26                    |
| ↳ Schede valide (% su votanti)                                                               | ↳ Schede valide (% su votanti)                | ↳ Schede valide (% su votanti)     | 94 423                   | 93,66                    |
| ↳ Schede non valide (% su votanti)                                                           | ↳ Schede non valide (% su votanti)            | ↳ Schede non valide (% su votanti) | 6 391                    | 6,34                     |
| ↳ Astenuti (% su iscritti)                                                                   | ↳ Astenuti (% su iscritti)                    | ↳ Astenuti (% su iscritti)         | 34 952                   | 25,74                    |
|                                                                                              |                                               |                                    |                          |                          |
| Quorum del 65% non raggiunto Seggio assegnato con sistema proporzionale a livello regionale. |                                               |                                    |                          |                          |

### XI legislatura
| Partito                                                                                     | Partito                                       | Candidato                          | Risultati 5 aprile 1992 | Risultati 5 aprile 1992 |
| Partito                                                                                     | Partito                                       | Candidato                          | Voti                    | %                       |
| ------------------------------------------------------------------------------------------- | --------------------------------------------- | ---------------------------------- | ----------------------- | ----------------------- |
|                                                                                             | Democrazia Cristiana                          | Enzo Lombardi                      | 34 487                  | 33,70                   |
|                                                                                             | Partito Socialista Italiano                   | Elena Marinucci                    | 21 079                  | 20,60                   |
|                                                                                             | Partito Democratico della Sinistra            | Francesco Cicerone                 | 16 343                  | 15,97                   |
|                                                                                             | Movimento Sociale Italiano - Destra Nazionale | Claudio Cerone                     | 6 261                   | 6,12                    |
|                                                                                             | Rifondazione Comunista                        | Vincenzo Di Cato                   | 4 371                   | 4,27                    |
|                                                                                             | Federazione dei Verdi                         | Aldo Mastroddi                     | 3 210                   | 3,14                    |
|                                                                                             | Partito Liberale Italiano                     | Luciano Angelone                   | 2 832                   | 2,77                    |
|                                                                                             | Partito Repubblicano Italiano                 | Paolo Scopano                      | 2 250                   | 2,20                    |
|                                                                                             | Partito Socialista Democratico Italiano       | Dina Gasbarri                      | 1 870                   | 1,83                    |
|                                                                                             | Lega Lombarda                                 | Sebastiano Curcio                  | 892                     | 0,87                    |
|                                                                                             |                                               |                                    |                         |                         |
| Iscritti                                                                                    | Iscritti                                      | Iscritti                           | 139 158                 | 100,00                  |
| ↳ Votanti (% su iscritti)                                                                   | ↳ Votanti (% su iscritti)                     | ↳ Votanti (% su iscritti)          | 102 327                 | 73,53                   |
| ↳ Schede valide (% su votanti)                                                              | ↳ Schede valide (% su votanti)                | ↳ Schede valide (% su votanti)     | 93 595                  | 91,47                   |
| ↳ Schede non valide (% su votanti)                                                          | ↳ Schede non valide (% su votanti)            | ↳ Schede non valide (% su votanti) | 8 732                   | 8,53                    |
| ↳ Astenuti (% su iscritti)                                                                  | ↳ Astenuti (% su iscritti)                    | ↳ Astenuti (% su iscritti)         | 36 831                  | 26,47                   |
|                                                                                             |                                               |                                    |                         |                         |
| Quorum del 65% non raggiunto Seggi assegnati con sistema proporzionale a livello regionale. |                                               |                                    |                         |                         |